# 空氣電離器
空气电离器又稱空气离子发生器、负离子发生器，是一种利用高壓電將空气分子电离（电荷）的装置。空气电离器一般用于空气净化器內，以清除空气中的顆粒。空气中的顆粒通过静电吸引力吸引来自空氣电离器的带电离子從而带电。然后，这些颗粒又被吸引到附近的导体，因此顆粒不再漂浮在空氣中。2002年，在《獨立報》的讣告中，Coppy Laws被认为是家用空气离子发生器的发明者。